# 2010年世界房車錦標賽智利站
2010年世界房車錦標賽智利站是2010年度世界房車錦標賽的第七站賽事，正式比賽在2010年8月1日於智利馬薩里克賽道上舉行。這是歷來第五次在智利舉行賽事。第一回合由雪佛蘭車隊的荷夫勝出，第二回合由寶馬車隊的派奧勝出。